# London Calling (песма)
London Calling (срп. Лондон зове, МФА: /ˈlʌndən ˈkɔlɪŋ/) је песма британског панк рок бенда The Clash. Објавио ју је Си-Би-Ес рекордс у децембру 1979. године као плочу од 7 инча (плоча од 12 инча, објављена је годину дана касније) у Уједињеном Краљевству. London Calling је објављен као сингл са истоименог трећег студијског албума бенда The Clash. 
Песму су написали Џо Страмер и Мик Џоунс и она садржи апокалиптичне, антиратне, и радикалне политичке поруке. Песма је написана у Е кључу фригијског модула.
London Calling је доживела позитивне реакције критичара и достигла је једанаесто место на британској листи топ хитова у јануару 1980. године, што је био врхунац бенда до изласка песме Should I Stay or Should I Go која је достигла прво место 1990. године. Од њеног изласка, London Calling је хваљена од стране критичара, и многи је називају најбољом песмом бенда The Clash. Године 2004. часопис Ролинг стоун је рангирао ову песму као петнаесту на својој листи 500 најбољих песама свих времена.
Наслов песме је алузија на идентификацију Би-Би-Си ворлд сервиса "This is London Calling..." која је коришћена у току Другог светског рата, претежно у земљама окупираним од стране Сила Осовине. Џо Страмер је први пут чуо овај пренос када је живео у Немачкој са својим родитељима.
London Calling је коришћена у многим филмовима и серијама и постала је један од најчешћих индикатора да је радња филма смештена у Лондону.

## Позадина и инспирација
Песму London Calling су заједно написали гитаристи Џо Страмер и Мик Џоунс док су били на турнеји Сједињених Америчких Држава. Страмер је рекао да је већина сцена из песме дошло од наслова новина које је он читао, и да је оригинална идеја за песму потекла из разговора са његовом тадашњом вереницом у дугој вожњи таксијем. Страмер је о том догађају рекао:
Било је много глупости о Хладном рату, и знали смо да је Лондон подложан поплавама. Рекла ми је да напишем нешто о томе.
Гитариста Мик Џоунс је рекао да је главна тема поплаве Лондона дошла када је прочитао наслов у новинама: 'Северно море ће се можда подићи и гурнути Темзу, и тако поплавити град'. У књизи Anatomy of a Song, Џоунс је рекао:
Пошизели смо. За нас, тај наслов је био само још један пример како је све отишло дођавола.

## Уметност
Уметност која је коришћена за албум London Calling био је базиран на првом албуму америчке рокенрол легенде, Елвиса Преслија, па је уметност коришћена за сингл London Calling била слично базирана на старим Колумбија 78 rpm плочама. Насловницу овог сингла је дизајнирао британски уметник Реј Ловри. Насловница сингла London Calling је скоро идентична Колумбија плочама, само деца на насловници сингла слушају класичне рок и панк албуме. Ови албуми су (слева надесно) дебитни албум Битлса Please Please Me, Never Mind the Bollocks, Here's the Sex Pistols бенда Sex Pistols, дебитни албум Ролинг Стоунса, дебитни албум Клеша, Highway 61 Revisited Боба Дилана, и дебитни албум Елвиса Прислија (који је инспирисао London Calling).

## Текст
Текст песме London Calling алудира на "нуклеарну грешку" (енг. "a nuclear error...") тј. на инцидент који се десио на острву Три миље пар месеци пре почетка рада на песми. Овај инцидент је такође поменут у тексту песме "Clampdown" која је објављена на истом албуму.
Строфа "London is drowning / And I live by the river" (Лондон се утапа / А ја живим поред реке) алудира на тадашњу бригу да ће већина Лондона бити потопљена у случају да се Темза подигне (у случају пораста разине мора). Ова брига је касније довела до изградње Баријере на Темзи која регулише ниво пораста те реке.
Страмер је у песму убацио и поруке против полицијске бруталности. Строфа "We ain't got no swing / Except for the ring of that truncheon thing" (Немамо ритма / Сем звоњаве тог пендрека) говори о пендрецима који су 1979. године били део обавезне опреме Метрополитанске полиције.  
Песма такође садржи строфе о необавезном коришћењу опијата, "We ain't got no high / Except for that one with the yellowy eyes" (Немамо вођство / Сем оног са жућкастим очима) и поставља се као химна за млађе генерације панкера тако што их наводи да се уздигну и боре за оно што мисле да је праведно, "London Calling to the Imitation Zone / Forget it brother you could go it alone" (Лондон зове зону имитација / Заборави брате, можеш ти и сам). 
Линија Except for that one with the yellowy eyes такође има као циљ да исмеје Страмерово кратко обољење од Хепатитиса 1978. године. 
Строфа "Now don't look to us / Phoney Beatlemania has bitten the dust" (Немојте у нас да гледате / Дошао је крај лажном лудилу за Битлсима) представља очајање бенда због високих дугова и лошег менаџмента њиховог бенда који су настали када је панк рок бум музике који је започет од стране бенда The Sex Pistols полако замро 1977. године.

Неке од необјављених строфа које је написао Џо Страмер су касније објављене у књизи The London Calling Scrapbook. Оригинални назив ове песме у Страмеровим белешкама био је 'Ice Age' (срп. Ледено доба), алузија на нуклеарно ледено доба које би настало у случају нуклеарног рата:
 The USA is sinking
The world is shrinking
The sun is blinking
While I'm drinking
The oil stops flowing
The wheat stops growing
The world stops knowing 
Песма се завршава фејд-аутом уз Морзеов код који спелује слова С-О-С, што појачава смисао дављења и вриска за помоћ. Мик Џоунс је креирао овај звук на једном од својих пикапа за гитару.

## Критички пријем и комерцијални наступ
London Calling је објављена као једини сингл са албума London Calling и у својој првој недељи је достигла једанаесто место на топ листи у јануару 1980. године. Ово је био највише рангирани сингл овог бенда до изласка песме "Should I Stay or Should i Go" десет година касније која је достигла прво место на топ листи. London Calling се није рангирала у америчкој топ листи где је песма "Train in Vain" достигла двадесет и треће место на америчкој топ поп листи.
London Calling је била прва песма бенда The Clash која је доспела на топ листу синглова ван Уједињеног Краљевства, када је ушла у топ 40 листу у Аустралији.
Ова песма је провела десет недеља на топ листи синглова, али је касније поново доспела у листу два пута, и у њој укупно провела петнаест недеља.
Када је песма поново издата 1988. године, доспела је поново на топ листу синглова, где је достигла четрдесет и шесто место и ту провела три недеље. Треће издање ове песме издато 1991. године, доспело је на шездесет и четврто место на топ листи, где је провео две недеље.
Од њеног изласка, критичари су хвалили London Calling као једну од најбољих песама бенда The Clash. Ролинг стоун магазин је 2004. године рангирао ову песму као петнаесту на својој листи 500 најбољих песама свих времена. Ово је највише рангирана песма бенда The Clash и највише рангирана панк рок песма на овој листи. 
1989. године, Ролинг стоун магазин је такође рангирао албум London Calling као најбољи албум који је изашао током осамдесетих, иако је сам албум изашао у децембру 1979. године. 
London Calling је доспела на листу "100 најбољих песама осамдесетих" у издању VH1 где је грешком исписано да је песма изашла 1982. године.
Песма London Calling се налази у "Топ 500 песама које су утицале на рокенрол" у издању Дворане славних рокенрола.

## Музички спот
London Calling била је пета песма бенда The Clash за коју је снимљен музички спот. Овај спот, као и све остале поред спота за песму "Tommy Gun", режирао је британски редитељ, ди-џеј и музичар Донован "Дон" Летс.
У споту, The Clash изводе London Calling на броду близу Кадоган пристаништа, надомак моста Алберт, на северној страни Темзе, у Батерси парку, током хладне и кишовите ноћи у децембру 1979. године.

Дон Летс је о овом снимању рекао:
Ја волим копно. Не умем да пливам.Нисам знао да Темза има плиму. Дакле, ми смо ставили камере на брод, ниска плима, камере су 4.5 метра прениско. Нисам ни схватио да реке теку, па сам мислио да ће камера лепо поскакивати горе-доле испред пристаништа. Али не, камера је константно скретала далеко од обале. Онда је почела киша. Био сам ван своје зоне, али сам наставио, и Клеш је радио своје. Група која је радила своје је била једина ствар која је била потребна да учини овај спот сјајним. Ово је добар пример претварања наше слабости у предност.
Овај музички спот је помогао у популаризовању песме London Calling ван Уједињеног Краљевства.

## Особље

### London Calling
- Џо Страмер - главни вокали, ритам гитара
- Мик Џоунс - пратећи вокали, гитара
- Пол Симонон - пратећи вокали, бас гитара
- Топер Хедон - бубњеви

### Armagideon Time
- Џо Страмер - главни вокали, клавир
- Мик Џоунс - гитара, хармоника, звучни ефекти
- Пол Симонон - бас гитара
- Топер Хедон - бубњеви
- Мики Галагер - оргуље

## Прераде и коришћење у популарним медијима
London Calling су од њеног изласка прерадили многи извођачи, међу којима су Skindred, Nowhere, Boy Division, The New Standards, и Брус Спрингстин и И-стрит бенд.

The Clash је одбио захтев Бритиш Телекома за коришћење песме London Calling у рекламној кампањи током раних деведесетих, да би 2002. прихватили захтев аутокомпаније Јагуар за рекламу модела њиховог аутомобила. Многи критичари и фанови су сматрали овај акт издајом панк покрета од стране бенда, и у неким случајевима су декламовали 'Панк је мртав!' у акту критике према бенду. У интервјуу објављеном на његовом сајту, Страмер је рекао:
Да, пристао сам на то. Ми добијамо хиљаде и хиљаде захтева и све их одбијемо. Али сам помислио Јагуар... да. Ако си у групи, и сви направите нешто заједно, онда сви заслужују нешто. Поготово двадесет и кусур година касније.
Песма је искоришћена за рекламу Бритиш Ервејза из 2012. године. У овој реклами, путнички авион се вози улицама Лондона и пролази поред многих познатих локација у граду, а затим се на крају паркира испред Олимпијског стадиона. Реклама се завршава са слоганом 'Don't fly. Support team GB' (Не летите. Подржите тим Велике Британије) уз хештег #HomeAdvantage (Предност код куће).
Џо Страмер је касније у својој каријери постао ди-џеј за Би-Би-Си Ворлд Сервис и био је водитељ своје радио емисије која се звала "Joe Strummer's London Calling" (Лондон Зове Џоа Страмера). Ова радио емисија је трајала свега осам епизода, где је Страмер пуштао песме бенда The Clash као и своје новије песме.
Песму London Calling су усвојили фанови фудбалског клуба Арсенал, као уводну химну када се играју утакмицу на њиховом Емирејтс Стадиону. Ова песма се такође свира на полувремену на утакмицама фудбалског клуба Фулам, на њиховом стадиону Крејвен котиџ.
London Calling се појављује у филмовима Били Елиот (2000), Интимност (2001), Џејмс Бонд филму Умри други дан (2002), и Атомска плавуша (2017).
Песма се такође појављује у ситком серији Пријатељи у епизоди "The One with the Ross's Wedding: Part 1" када постава серије одлази у Енглеску.

## Пласман на топ листама
| Објављивање              | Година | Земља                     | Највиша позиција |
| ------------------------ | ------ | ------------------------- | ---------------- |
| Прво објављивање сингла  | 1979   | Уједињено Краљевство      | 11               |
| Прво објављивање сингла  | 1980   | Ирска                     | 16               |
| Прво објављивање сингла  | 1980   | Нови Зеланд               | 23               |
| Прво објављивање сингла  | 1980   | Сједињене Америчке Државе | 30               |
| Прво објављивање сингла  | 1980   | Аустралија                | 28               |
| Друго објављивање сингла | 1988   | Уједињено Краљевство      | 46               |
| Треће објављивање сингла | 1991   | Ирска                     | 18               |
| Треће објављивање сингла | 1991   | Шведска                   | 30               |
| Треће објављивање сингла | 1991   | Уједињено Краљевство      | 64               |